# Skópelos
Skópelos (en grec moderne : Σκόπελος) est une île grecque de la mer Égée appartenant à l'archipel des Sporades. 

## Géographie
Administrativement, Skópelos constitue un dème (municipalité) de la périphérie de Thessalie, dans le district régional des Sporades. Elle appartient à l'archipel de ce nom.
Géographiquement, c’est la deuxième des îles Sporades du Nord, la plus proche du continent après Skiathos, et la plus grande avec une superficie de 95 km².
Skópelos est une île montagneuse (point culminant : le Mont Delphi, 681 mètres) dont le climat se caractérise par des hivers doux et pluvieux (la neige est plutôt rare et ne tombe pas chaque année) et des étés chauds et ensoleillés. L’économie de l’île, qui voit sa population tripler durant les mois d’été, est complètement dépendante du tourisme.
Skópelos est aussi le nom de la capitale de l’île, et son principal port. La ville de Skópelos compte à elle seule plus de 3 000 habitants sur les 4 700 que comporte la totalité de l’île (4 696 au dernier recensement de 2001).

## Histoire et patrimoine
Selon la légende, Skópelos a été fondée par l'un des fils de Dionysos et d'Ariane, à savoir Staphylos (dont le nom signifie en grec « grappe de raisins »). Historiquement, on a trouvé dans l'île des artefacts du bronze tardif, et l'on sait que les Crétois nommaient l'île Péparethos (Πεπάρηθος) et y ont introduit la viticulture. Dans la pièce Philoctète de Sophocle, jouée aux Dionysies en 409 av. J.-C., est citée Péparethos riche en raisins et vins. Dans son Histoire naturelle, Pline l'Ancien affirme que « ...le savant Apollodore recommande au roi Ptolémée (alors que les vins d'Italie n'étaient pas encore réputés) celui de Naspercène pontique, d'Orestias, d'Aenée, de Leucade, d'Ambracie et de Péparethos qui est à préférer à tous les autres malgré sa réputation inférieure, selon laquelle il ne serait bon à boire avant d'avoir six ans d'âge ».
En 1936, des fouilles archéologiques à Staphylos / Vélanio ont révélé une tombe mycénienne.
Au VIIIe siècle av. J.-C., Skópelos se trouvait sous l'influence de Chalcis en Eubée. Elle a aussi fait partie de la ligue de Délos. En 338 av. J.-C., elle devient macédonienne et en 146 av. J.-C., romaine. L'Empire romain d'Orient devient chrétien (on l'appellera par la suite « byzantin »).
Au VIIe siècle l'île subit des raids arabes venus de Syrie, et au IXe siècle de Crète : elle est dépeuplée, que ses habitants aient été emmenés en esclavage ou qu'ils se soient enfuis. Elle se repeuple au XIe siècle à partir de l'Eubée. 
La quatrième croisade envahit l'Empire byzantin en 1204 et Skópelos est conquise par le Vénitien Geremia Ghisi en tant que vassal de l'Empire latin de Constantinople. À sa mort en 1251 ou 1252, son beau-fils Filippo occupe l'île qui aurait dû échoir à sa belle-sœur Marchesina, femme du futur doge Lorenzo Tiepolo ; 
Filippo est cependant chassé de ses domaines en 1277 par le corsaire Licario, au service de l'empire byzantin. Conquise par les Ottomans à la fin du XIVe siècle, l'île est rendue à l'Empire byzantin en 1403, puis se donne aux Vénitiens en 1453 après la chute de Constantinople et est à nouveau conquise par l'Empire ottoman  en 1538 au cours de la guerre de 1537-1540 ; la population augmente au cours des xvie et xviie siècles, passant de 89 foyers en 1539/40 à 266 en 1670/71.
Le 3 février 1830 Skópelos est, à l'issue de la guerre d'indépendance grecque, reconnue comme faisant partie de ce pays. Lors de l'occupation de la Grèce pendant la Seconde Guerre mondiale l'île fut d'abord attribuée à l'Italie de juin 1941 à septembre 1943, puis fut sous occupation allemande d'octobre 1943 jusqu'en octobre 1944. Jusqu'en 2010, elle dépendait de l'ancien nome de Magnésie.
L'île possède une multitude d’églises et de monastères orthodoxes (plus de 300) disséminés un peu partout. La ville de Skópelos en compte 123 à elle seule

## Dans la culture populaire
L'île et sa voisine Skiathos ont servi de décor au tournage du film Mamma Mia! (2008) de Phyllida Lloyd.

## Personnages liés à l'île
- Hagnon de Péparethos, champion olympique à la 53e Olympiade en 568 av. J.-C. ;
- Sostratos de Péparethos, pirate qui, en 351 av. J.-C., a occupé l’île aujourd’hui nommée Kyrá Panagiá au nord de Alonissos et en a fait sa base d’opérations ;
- Dioclès de Péparethos (en), historien du IIIe siècle av. J.-C. ;
- Réginos († 362), ou Reghinos, évêque de Skópelos, martyr sous Julien ; fêté le 25 février.
- Constantin Dapontès (1714-1784), écrivain grec, est né à Skópelos ;
- Le chanteur allemand Ivan Rebroff avait dans l'île une villa construite selon ses propres plans, où il résidait lorsqu’il n’était pas en tournée.